# Schlacht von Jewpatorija
Oltenița – Achalziche – Başgedikler – Sinope – Cetate – Silistra – Nigojeti – Tscholok – Odessa – Kurekdere – Petropawlowsk-Kamtschatski – Alma – Sewastopol – Bomarsund – Balaklawa – Inkerman – Jewpatorija – Taganrog – Çorğun – Kars – Tschernaja – Malakow – Kinburn – Pariser Frieden
Die Schlacht von Jewpatorija (türkisch Gözleve Muharebesi, russisch Штурм Евпатории) war die bedeutendste Schlacht des Krimkrieges (1853–1856) abseits des Hauptschauplatzes Sewastopol und endete mit einer russischen Niederlage.

## Vorgeschichte
Die Stadt Jewpatorija wurde nach dem Beginn der Belagerung von Sewastopol von etwa 30.000 osmanischen Soldaten besetzt, die von drei französischen Kavallerieregimentern und sechs alliierten Kriegsschiffen im Schwarzen Meer verstärkt wurden. Der russische Zar Nikolaus I. befürchtete aufgrund der hohen Anzahl von Garnisonstruppen in Jewpatorija einen Angriff auf die russische Flanke der Krim bei Perekop. Schließlich beauftragte er General S. A. Chruljow die Stadt mit etwa 20.000 Mann zu erstürmen.

## Die Schlacht
Chruljow hoffte mit einem Überraschungsangriff am 17. Februar 1855 die osmanische Garnison aus der Stadt vertreiben zu können. Die Alliierten wurden jedoch vor den herannahenden Russen rechtzeitig gewarnt und konnten den Angriff, unterstützt durch Schiffsartillerie, zurückschlagen. Nach nur drei Stunden brach Chruljow den Angriff ab und zog sich unter schweren Verlusten zurück.

## Folgen

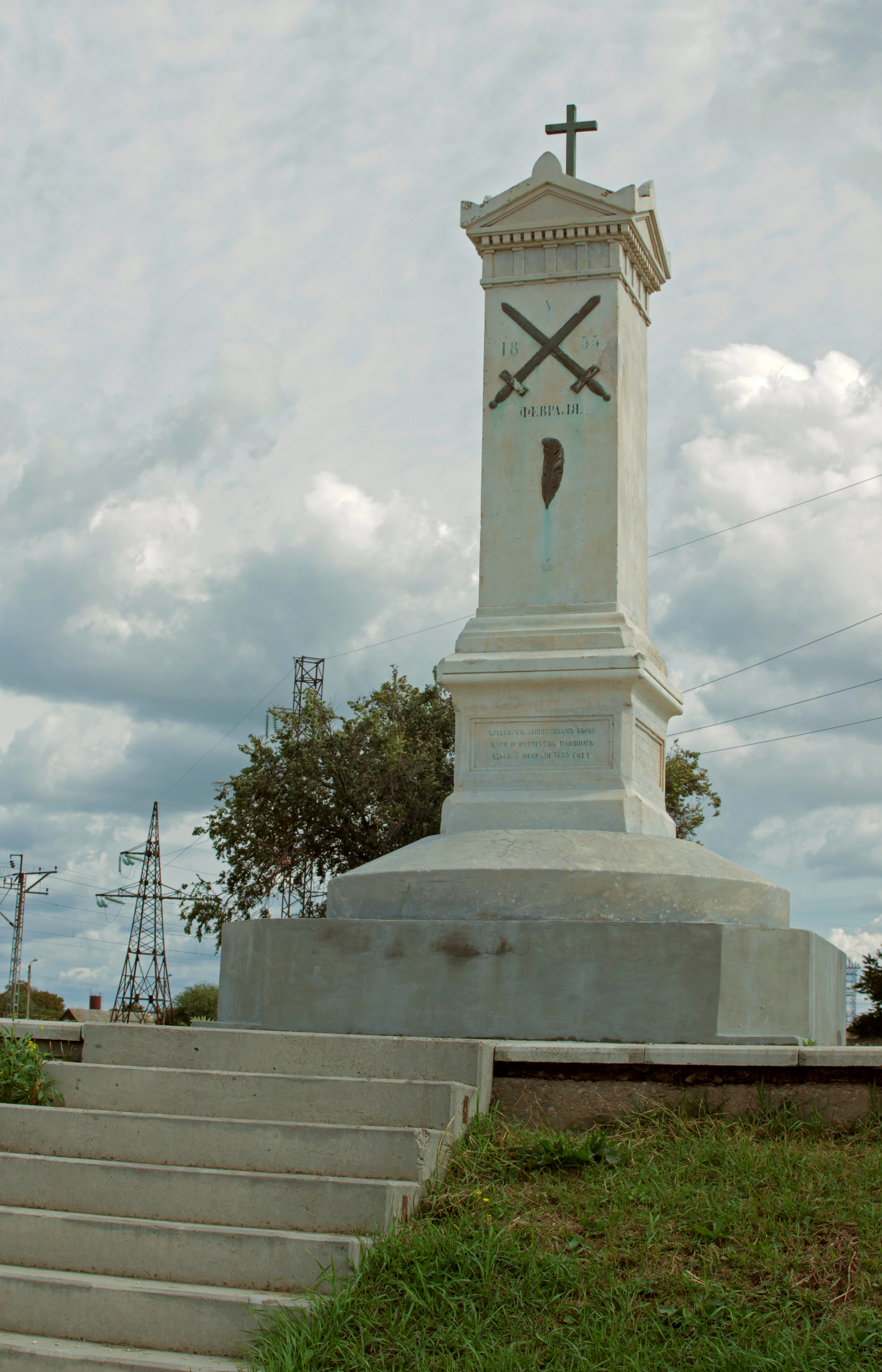
Denkmal an die Schlacht in Jewpatorija

Die Niederlage war schließlich einer der Gründe für die Absetzung des russischen Oberbefehlshabers auf der Krim Alexander Sergejewitsch Menschikow.
Außerdem konnten die Alliierten weiterhin das russische Hinterland bedrohen und die Krim durch einen Angriff auf Perekop vom russischen Reich abschneiden. Somit banden die Garnisonstruppen in Jewpatorjia russische Einheiten, die nun bei der Belagerung von Sewastopol fehlten.

## Nachweise
- Baumgart, Winfried: The Crimean War 1853–1856, 1999
- Blake, R.L.V.: The Crimean War, 1973

Koordinaten: 45° 12′ 42″ N, 33° 22′ 52″ O